# Paweł (Tokajuk)
Paweł (ofic. tyt. Jego Ekscelencja Najprzewielebniejszy Paweł, Prawosławny Biskup Hajnowski), nazwisko świeckie Tokajuk (ur. 26 lipca 1978 w Sanoku) – polski biskup prawosławny, wieloletni sekretarz metropolity warszawskiego i całej Polski Sawy, zawodnik wschodnich sztuk walki (karate tsunami).

## Życiorys
Jest synem duchownego prawosławnego posługującego w parafii w Orli. W 2000 ukończył Prawosławne Seminarium Duchowne w Warszawie, w tym samym roku został także przyjęty w poczet nowicjuszy monasteru św. Onufrego w Jabłecznej i w listopadzie oddelegowany do posługi w Domu Metropolitalnym w Warszawie. Święcenia diakońskie otrzymał 4 marca 2001 z rąk metropolity warszawskiego i całej Polski Sawy.
W 2012 ukończył studia na Chrześcijańskiej Akademii Teologicznej w Warszawie i w kwietniu 2013 został podniesiony do godności archidiakona. W 2016 jako sekretarz metropolity warszawskiego i całej Polski Sawy, był członkiem delegacji Polskiego Autokefalicznego Kościoła Prawosławnego na Święty i Wielki Sobór Kościoła Prawosławnego. W 2017 ukończył Szkołę Języka Nowogreckiego na Uniwersytecie Arystotelesa w Salonikach. Święcenia kapłańskie otrzymał 10 czerwca 2017, zostając riasofornym hieromnichem.
24 sierpnia 2017 Święty Sobór Biskupów Polskiego Autokefalicznego Kościoła Prawosławnego wybrał go na biskupa pomocniczego diecezji warszawsko-bielskiej z tytułem biskupa hajnowskiego, który pozostawał nieobsadzony od śmierci abp. Mirona (Chodakowskiego) (zmarłego w 2010 r. w katastrofie rządowego Tu-154 w Smoleńsku). 7 września w kaplicy metropolitalnej św. Michała Archanioła został postrzyżony na mnicha i tego samego dnia podniesiony do godności archimandryty. Zachował dotychczasowe imię, przyjmując jako nowego patrona świętego męczennika Pawła Szwajkę.
Jego chirotonia biskupia odbyła się 25 września 2017 r. w soborze metropolitalnym Świętej Równej Apostołom Marii Magdaleny w Warszawie pod przewodnictwem metropolity warszawskiego i całej Polski Sawy. 

### Osiągnięcia sportowe
Od lutego 2011 regularnie uczestniczył w treningach karate tsunami pod kierunkiem sōke Ryszarda Murata w Karate Tsunami w Honbu Dojo (Centralna Szkoła Karate Tsunami) w Warszawie. W 2011 w trakcie VII Otwartych Mistrzostw Polski Karate Tsunami w Warszawie zdobył złoty i dwa brązowe medale.